# White Weld & Co.
White, Weld & Co. era un banco privado estadounidense cuyos orígenes se remontaban a 1630. Con sede en Boston, se especializó en banco de inversión. Fue dirigido por Boston Brahmins hasta su venta a Merrill Lynch en 1978. En 2012, el banco se trasladó a Chicago. 

## Historia

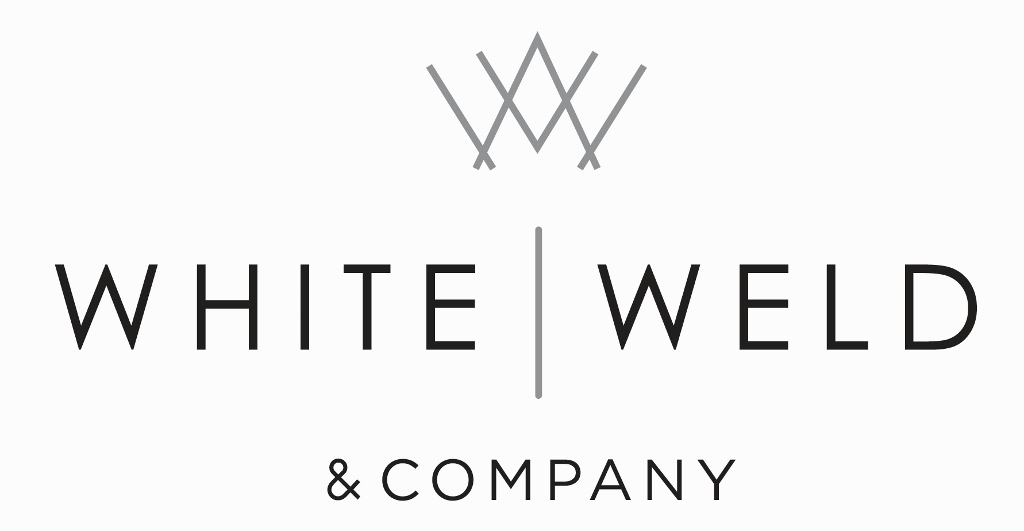
Logo del banco White, Weld & Co.

El banco White, Weld & Co. fue fundado en Boston en el siglo XIX para financiar el comercio exterior. Pronto se convirtió en un emporio económico y bastión del poder blanco, anglosajón y protestante, el llamado WASP. George Herbert Walker, Jr., tío del presidente George H. W. Bush, era uno de los altos ejecutivos de White, Weld cuando el grupo compró el banco Walker & Co. en los años 1970. Charles J. Fuhrmann II, Paul Hallingby, Steve Hammerman, Harold Janeway, Charles C. Lee, Nigel S. MacEwan y George G. Montgomery, Jr eran otros altos ejecutivos. En ese momento, los mercados de valores se hacían más minoristas y la inversión requería más capital intensivo, por lo que la empresa no podría competir en adelante. Una de sus últimas transacciones de importancia entre empresas fue el IPO de Walmart de 1970 con Stephens Inc.

### Relación con Crédit Suisse
Una de sus más importantes inversiones en Europa fue la sociedad fundada en 1970 con el grupo Crédit Suisse. Dirigida por Robert L. Genillard como socio gestor de White, Weld & Co. se llamó Société Anonyme du Crédit Suisse et de White Weld o Crédit Suisse White Weld.  John Craven, cabeza más tarde de Morgan Grenfell, dirigió Crédit Suisse White Weld desde 1975 a 1978.  Además, Oswald Gruebel, jefe de Crédit Suisse desde 2004 a 2007, empezó su carrera en 1970 en Crédit Suisse White Weld. En 1977 la entidad suiza superó una grave crisis, a resultas de la cual al año siguiente cambió sus planes con respecto a la banca de inversión estadounidense. Así, cuando White Weld fue adquirido por Merrill Lynch, vendió la sociedad con Crédit Suisse y fue reemplazado por First Boston, creando a continuación el Crédit Suisse First Boston en Londres.